# Lac du Val
Le lac du Val est un petit lac glaciaire du Jura, dans la Région des lacs du Jura français, à 503 mètres d'altitude dans une reculée typiquement jurassienne que traverse le Hérisson, petit cours d'eau connu pour ses cascades et affluent de l'Ain.
Le lac du Val a une superficie de 64 ha avec une longueur de 1,4/1,5 km, une largeur de 450 m et une profondeur moyenne de 25 mètres (maximale de 35 m) : il forme un ensemble avec le lac de Chambly, une moraine de quelques centaines de mètres les séparant l'un de l'autre.
La vallée aux falaises abruptes et boisées est essentiellement occupée par les lacs, on y trouve cependant les minuscules hameaux du Val-Dessus et du Val-Dessous qui font partie de la commune de Menétrux-en-Joux, comme le tiers supérieur du lac du Val alors que la partie inférieure appartient à la commune de Doucier comme le lac de Chambly et le petit hameau du même nom en aval. Le site est resté sauvage, animé cependant à la belle saison par le tourisme centré sur le site  des Cascades du Hérisson et sur le parc animalier du hérisson (aurochs, bisons) au Val-Dessous qui présente un élevage de bisons et d'aurochs qui entretiennent les abords marécageux.
Le site du lac du Val et de la vallée du Hérisson se découvre depuis le village de Menétrux-en-Joux à l'est, et aussi depuis le belvédère de la Dame blanche, sur la D 67, à proximité de Saugeot, à l'ouest.

### Sources et liens
- « Le géoblog de quaternaire », sur Le géoblog de quaternaire (consulté le 13 octobre 2020)
- http://www.juralacs.com/sites-naturels_lacs_lac-du-val.php
- « Jura - hebdo », sur magnijura.free.fr (consulté le 27 mai 2023)
- Vue satellite sur Géoportail